# Alphabet Soup (häst)
Alphabet Soup, född 31 mars 1991 i Pennsylvania, död 28 januari 2022, var ett engelskt fullblod, mest känd för att ha segrat i Breeders' Cup Classic (1996).

## Bakgrund
Alphabet Soup var en gråskimmelhingst efter Cozzene och under Illiterate (efter Arts and Letters). Han föddes upp av Southeast Associates och ägdes av Ridder Thoroughbred Stable. Han tränades under tävlingskarriären av David Hofmans.
Alphabet Soup tävlade mellan 1994 och 1997, och sprang in totalt 2 990 270 dollar på 24 starter, varav 10 segrar, 3 andraplatser och 6 tredjeplatser. Han tog karriärens största seger i Breeders' Cup Classic (1996). Han segrade även i Del Mar Breeders' Cup Handicap (1995), Native Diver Handicap (1995), San Pasqual Handicap (1996), Pat O'Brien Handicap (1996) och San Antonio Handicap (1996).

### Som avelshingst
Alphabet Soup stallades efter tävlingskarriären upp som avelshingst på Adena Springs i Midway, Kentucky.
Han avlivades på grund av kronisk njursjukdom vid Old Friends Thoroughbred Retirement i Georgetown, Kentucky, den 28 januari 2022, vid 30 års ålder.